# Malik-Verlag

Logo des Malik-Verlags

Werbepostkarte des Malik-Verlages 1925

Der Malik-Verlag war ein von 1916 bis 1947 bestehender deutscher Verlag und auf politische und ästhetische Avantgardekunst sowie kommunistische Literatur ausgerichtet. Er ist nach dem Roman Der Malik von Else Lasker-Schüler benannt.

## Die Gründung

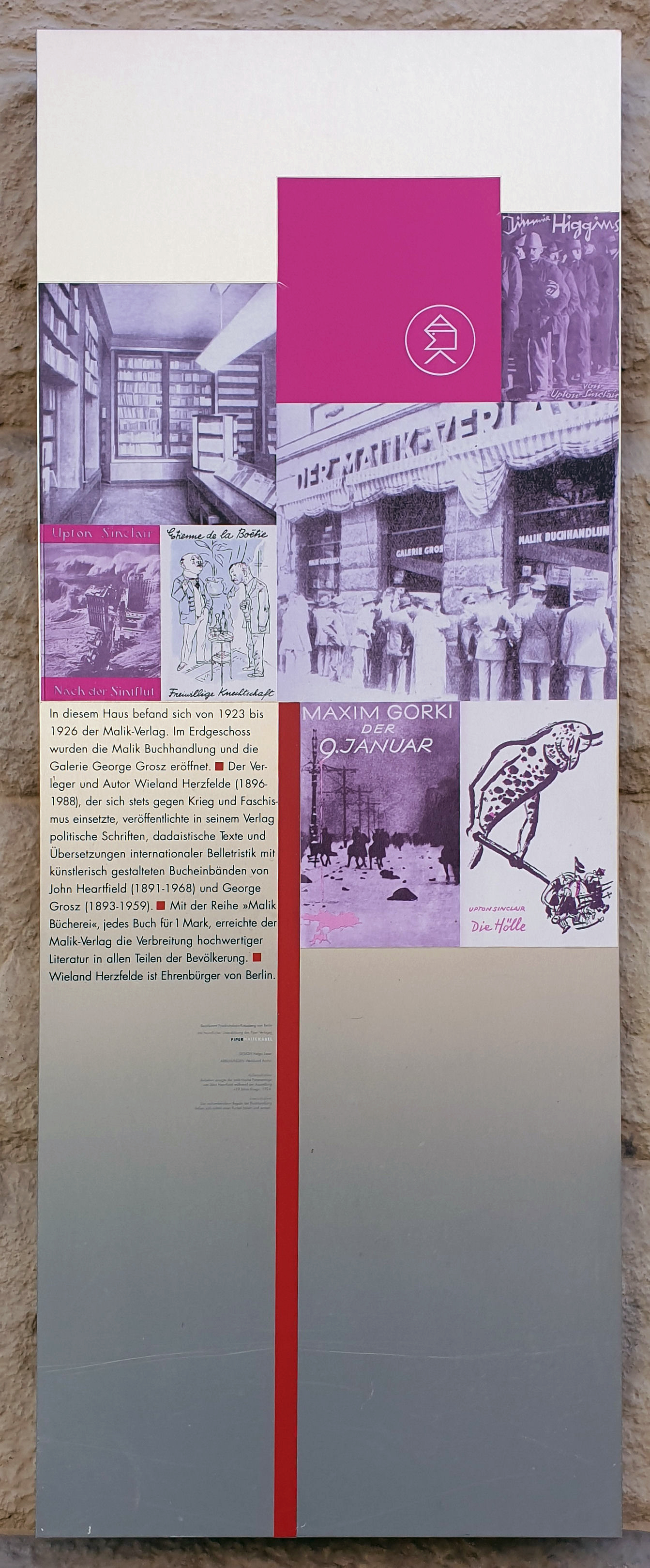
Gedenktafel am Haus, Köthener Straße 38, in Berlin-Kreuzberg

Bereits während seiner Jugend entschloss sich Wieland Herzfelde, der Gründer des Malik-Verlags, sich ganz der Literatur zu widmen. Nach Anfängen als Lyriker folgte er seinem älteren Bruder Helmut 1914 nach Berlin und hoffte, dort seine schriftstellerische Laufbahn fortsetzen zu können. Im selben Jahr musste er sich zum Militärdienst melden und schließlich eine Stelle als Sanitäter antreten. Noch während seines Einsatzes als Krankenpfleger traf er mit seinem Bruder die Abmachung, eine Zeitschrift gegen den Krieg herauszugeben. Die Erlebnisse an der Front sollten ihn ein Leben lang prägen und für seine zukünftige Verlagsarbeit ausschlaggebend sein.

### DieNeue Jugend
Bei der Gründung des Verlags erhielt er moralische oder finanzielle Unterstützung von Harry Graf Kessler, Felix J. Weil, Julian Gumperz, George Grosz, Franz Jung, Else Lasker-Schüler, Johannes R. Becher und Walter Benjamin. Allerdings stellte das Startkapital zur Schaffung des Unternehmens zunächst die kleinere Hürde dar. Die Bildung einer neuen Zeitung, Zeitschrift oder eines Verlags war während des Krieges ohne ausdrückliche Genehmigung der Militärbehörden verboten. Wieland Herzfelde fand jedoch ein juristisches Schlupfloch: Er gründete das Unternehmen mit einer Druckkonzession aus der Vorkriegszeit. 1916 erwarb er für 200 Mark die Rechte an der Schülerzeitschrift Die neue Jugend. Der Anfang war schwer, da die finanziellen Mittel für die Räumlichkeiten einer richtigen Redaktion und für die Materialien zur Herstellung von Druckschriften fehlten. Dennoch sparten die Brüder nicht bei der Druckerei, da ihnen der ästhetische Anspruch der Publikationen von Beginn an wichtig war. Im Juli erschien die siebte Ausgabe der Neuen Jugend (die erste unter der Leitung der Gebrüder Herzfelde im Verlag Neue Jugend) in einer Auflage von 3000 Exemplaren und zu einem Preis von 50 Pfennigen. Auf der Titelseite war Johannes R. Bechers Ode An den Frieden abgedruckt, womit die politische Richtung der Zeitschrift feststand. Nach ständigen Querelen und Zerwürfnissen mit dem ehemaligen Verleger des Hefts, Heinz Barger, kam es zur Umbenennung des Verlags.
John Heartfield, wie sich Helmut Herzfeld mittlerweile aus Protest nannte, griff zu einer List, um die behördliche Bewilligung der politisch brisanten Monatsschrift zu erhalten. Er schrieb dem Chef der Zensur in Potsdam, dass er den einmal begonnenen Roman Der Malik von Else Lasker-Schüler unbedingt zu Ende drucken müsse. Der Malik, so Heartfield, sei ein türkischer Prinz und somit ein Verbündeter des Deutschen Reiches. Die Veröffentlichung des Werkes könne dem deutschen Siegeszug also nur behilflich sein. Die Lizenzerteilung erfolgte unverzüglich, und so wurde der Malik-Verlag am 1. März 1917 mit Sitz in Südende ins Firmenregister der Stadt Berlin eingetragen. Das könnte allerdings bedeuten, dass die Sachbearbeiter der Zensurbehörde die bereits veröffentlichten Auszüge des Romans nicht gelesen hatten, da die „eigenwillige“ inhaltliche Darstellung von John Heartfield einer Genehmigung im Wege hätte stehen müssen. Das Werk besitzt eine poetisch verschlüsselte gesellschaftskritische und pazifistische Aussage als Grundlage, was die offizielle Kriegspropaganda unterlaufen würde.
Das erste Heft der Neuen Jugend im Malik-Verlag (Februar/März 1917, Nr. 11/12) nutzte nur sieben Seiten für die Fortsetzung des Romans. Der restliche Platz wurde wie üblich für Gedichte, Prosastücke und Zeichnungen verwendet.

### Erste Publikationen: Zeitschriften und George-Grosz-Mappen
Das erste Werk des Verlags war neben der Neuen Jugend eine Zeichenmappe von George Grosz, die insgesamt neun Lithografien enthielt. Herzfelde lernte Grosz bereits 1915 kennen und überredete ihn, nachdem er seine Zeichnungen gesehen hatte, sofort zu einer Mitarbeit im Verlag. Seine eigenen literarischen Stücke konnte Herzfelde im Frühjahr mit der Hilfe von Harry Graf Kessler veröffentlichen, der die expressionistischen Liebesgedichte als „Kriegsdruck der Cranach-Presse Weimar“ auf Zanders-Büttenpapier auflegen ließ und somit den hohen grafischen Anspruch des Verlages weiterhin aufrechterhalten konnte. Die Neue Jugend erschien mittlerweile in einer Wochenausgabe, wurde aber im April verboten, wie auch die gesamte Verlagsarbeit. Man entschied sich schließlich, das Heft illegal zu veröffentlichen. Allerdings befand sich ein Teil der Redakteure einschließlich des Malik-Verlegers während der Herausgabe der frühen Publikationen im Kriegseinsatz (Herzfelde wurde nach seiner Entlassung 1915 erneut eingezogen), was die Arbeit neben den stetig finanziellen Problemen enorm belastete. So wurde die Verlagstätigkeit zwangsläufig bis zum Ende des Krieges eingestellt.
Nach dem Krieg setzte Herzfelde alles daran, den Verlag wieder ins Leben zu rufen. Zusammen mit Heartfield, Grosz und Erwin Piscator, den er während seiner Ausbildung als Funker kennengelernt hatte, trat er am 1. Januar 1919 der neu gegründeten KPD bei. Nachdem der Malik-Verleger zunächst den Widerstand gegen den Krieg zu seiner Hauptaufgabe gemacht hatte, wollte er jetzt den Kampf an der Seite der Arbeiterklasse (unter anderem mit seinen Mitarbeitern Erwin Piscator, Alois Erbach, Rudolf Schlichter und Walter Mehring) antreten. Bereits im Februar erscheint die erste (und gleichzeitig letzte Ausgabe) des Magazins Jedermann sein eigner Fussball, deren Titel besagte, dass man sich nicht treten lassen, sondern selber handeln soll. Da die inhaltlich halb groteske, halb ernste Zeitschrift Kritik an dem Regierungsstil der SPD übte, wurde sie sogleich verboten und brachte dem Verlag sogar einen Gerichtsprozess ein. Wieland Herzfelde sollte sich ab diesem Zeitpunkt fortwährend mit der damaligen Justiz auseinandersetzen und eine Odyssee durch die Berliner Gefängnisse erleiden. Wie schon bei der Neuen Jugend war John Heartfields typographisches Geschick ausschlaggebend für das außergewöhnliche Format des Blatts. Bereits bei der ersten Publikation des Verlages wandte er die Collagetechnik an und gestaltete die Überschrift entgegen der Konvention nicht einfarbig, sondern in Rot/Grün, wobei er die Groß- und Kleinbuchstaben beliebig anordnete. Auch die Fotomontage benutzte er nicht nur geschickt für die verschiedenen Malik-Titel, sondern er kann auf diesem Gebiet sogar als Vorläufer bzw. Erfinder derselbigen genannt werden.
Das Jahr 1919 sollte ganz im Zeichen der Zeitschriften stehen. Der Nachfolger von Jedermann sein eigner Fussball wurde Die Pleite, die mit großformatigen Grosz-Zeichnungen ausgestattet war, jedoch nach sechs Ausgaben 1920 wieder eingestellt werden musste. Die Grundsätze, denen sich der Malik-Verlag verpflichtet fühlte und die er während der gesamten Weimarer Republik aufrechterhalten sollte, waren in Die Pleite schon deutlich erkennbar. Er forderte eine kompromisslose Beteiligung am Kampf gegen die Reaktion im eigenen Land und setzte sich für die Unterstützung der Sowjetunion ein. Zukünftig durfte Die Pleite allerdings als satirische Beilage in der Zeitschrift Der Gegner erscheinen, die Mitte 1919 das erste Mal beim Malik-Verlag gedruckt wurde. Das Magazin stand zunächst unter der Leitung von Julian Gumperz, beschäftigte sich eingehend mit dem Aufbau des Sozialismus und befürwortete den Kampf gegen die Ausbeutung und Unterdrückung der Arbeiterklasse. Später verschmolzen Die Pleite und Der Gegner inhaltlich zu einem Magazin, bis schließlich auch diese Zeitschrift 1922 aufgegeben werden musste.

## Der Malik-Verlag und Dada
1916 erlebte der Dadaismus seine Geburtsstunde in Zürich und wurde ein Jahr später von Richard Huelsenbeck, einem der Mitbegründer dieser neuen Kunst- und Literaturrichtung, nach Deutschland gebracht. Zusammen mit George Grosz veranstaltet er die ersten Dada-Abende in der Berliner Sezession am Kurfürstendamm und war Mitglied des legendären Club Dada, dem u. a. auch John Heartfield, Erwin Piscator, Walter Mehring und Hannah Höch angehörten. Wieland Herzfelde trat dieser Gruppe ebenfalls bei und richtete von April bis Dezember 1920 sogar eine eigene Abteilung für dadaistische Erzeugnisse in seinem Verlag ein. Insgesamt sollte er neun Publikationen herausbringen, wie z. B. die Zeitschrift dada 3 und einige Schriften von Huelsenbeck. Auf der ersten (und letzten) Internationalen Dada-Messe im Sommer 1920 gerieten die Justiz und Herzfelde erneut aneinander, da die von Grosz ausgestellte Gott mit uns-Mappe für die Regierung eine „Beleidigung der Reichswehr“ darstellte. Letztendlich kamen sowohl der Verleger als auch der Künstler mit einer Geldstrafe davon, nachdem ihnen zunächst eine sechswöchige Gefängnisstrafe angedroht worden war. Nach der Ausstellung ebbte die Dadabewegung in Deutschland allmählich ab. Die Strömung sollte vor allem Impulse für die Weiterentwicklung der Collagetechnik mit sich bringen und somit auch die gestalterische Aufmachung des Verlages nachhaltig prägen.

## 1920–1933
Zu Beginn der zwanziger Jahre wandelte sich das Unternehmen schrittweise von einem Zeitschriften- zu einem Buchverlag. Umfasste das Programm 1920 lediglich neun Buchtitel, so war es ein Jahr später bereits auf 23 Werke angewachsen. Die Bandbreite der herausgegebenen Inhalte war groß und enthielt neben progressiver Gegenwartskunst, literarische und politische Essayistik sowie wissenschaftliche Abhandlungen, Märchenbücher und George Grosz-Mappen. Insgesamt wurden in den nächsten Jahren sechs Buchreihen eröffnet, u. a. die Kleine revolutionäre Bibliothek, 1920–1923, 12 Bände und die Rote Roman Serie, 1920–1924, 13 Bände, die sowohl Autoren des In- als auch Auslandes erfassten. Bald wurde der Verlag zum führenden Editionshaus für linksgerichtete Literatur in der Weimarer Republik, der aber dennoch mit einer ständigen Geldknappheit zu kämpfen hatte. So setzte auch diesem Unternehmen die Inflation jener Jahre zu (die letzte Der Gegner-Ausgabe kostete 40 Mark!), das ohne die Unterstützung diverser Mäzene nicht überlebt hätte.
Für Herzfelde spielte die Frage nach der Beziehung von Künstler und Gesellschaft in den frühen zwanziger Jahren eine entscheidende Rolle, die er in seiner Zeitschrift Der Gegner unter dem Fortsetzungsabdruck Gesellschaft, Künstler und Kommunismus ausführlich erörterte. Nach dem Weltkrieg hofften viele „Kunstschaffende“ auf eine grundlegende geistige und politische Neuordnung und wollten ebenso an jener teilnehmen. Der Malik-Verleger sah die Kunst als konkrete Waffe an, mit der er die Bourgeoisie demaskieren und ihre Machenschaften aufdecken wollte. Zu den meisten Malern und Literaten Berlins stand er in irgendeiner Weise in Kontakt und konnte somit Verlagsverbindungen direkt über persönliche Beziehungen knüpfen. Frühe Autoren des Hauses waren u. a. Martin Andersen Nexø, Karl August Wittfogel, Upton Sinclair, Alexander Blok, John Dos Passos, Oskar Maria Graf und Franz Jung.
1924 wurde das Jahr des Titelrekords. Insgesamt sollten 30 Neuerscheinungen und acht Nachauflagen herausgegeben werden, wobei die Titelauswahl nun enger gefasst wurde. Fanden anfänglich nahezu alle Genres Einzug in das Verlagsverzeichnis, sollte jetzt eine Eingrenzung auf internationale Autoren, insbesondere sowjetische, stattfinden. Diese Umprofilierung hatte auch die Schließung sämtlicher Reihen zur Folge sowie das Ausscheiden der meisten deutschen Literaten aus dem Programm. Auch die Veröffentlichung von Kunstmappen wurde eingestellt und Theaterstücke nur noch im Zusammenhang mit Werkausgaben publiziert. Herzfelde legte sein Hauptaugenmerk jetzt auf künstlerische Literatur und beschränkte sich weitestgehend auf belletristische Werke. Autoren wie Maxim Gorki, Alexander Guidony (Dizzy), Wladimir Majakowski, Marietta Schaginjan und Upton Sinclair prägten nun das Verlagsprofil. Die einzig neue Reihe jener Jahre war die Malik-Bücherei, die von 1924 bis 1926 existierte und 20 Bände aufwies.
Im gleichen Jahr zog der Verlag von der Dachkammer am Kurfürstendamm in die Köthener Straße um. Für den Malik-Verleger wurde damit ein weiterer Traum wahr, da er durch den Ortswechsel die Möglichkeit erhielt, eine Buchhandlung mit angeschlossener Kunstgalerie (Galerie Grosz) zu eröffnen. Da die Vermieter der Wohnung jedoch schnell herausfanden, was für ein Unternehmen sie dort beherbergten, wurden Herzfelde und seine Mitarbeiter bereits 1925 wieder aus dem Domizil herausgeworfen. Seit 1926 hatte der Verlag seinen Sitz in der Passauer Straße. Die Buchhandlung und Galerie Grosz konnten somit nicht weitergeführt werden und auch die 1924 gegründete Zweigstelle in Wien musste zwei Jahre später aufgegeben werden. Der Rücktritt von Julian Gumperz als Geschäftsteilnehmer, der sich dem Verlag 1921 angeschlossen hatte, brachte das Haus erneut an den Rand des finanziellen Ruins.
Im folgenden Jahr verbesserte sich die finanzielle Lage des Unternehmens durch seine Umformung in eine Aktiengesellschaft. Diese Aufwärtsbewegung hielt die nächsten fünf Jahre an, was nicht zuletzt der ausgefeilten Preispolitik Wieland Herzfeldes zu verdanken war. Ebenso stieg die Zahl der fest angestellten Mitarbeiter während der letzten drei Jahre von sechs auf nunmehr zehn an. Das Vorhaben des Verlegers, besonders Autoren der Sowjetunion beim Leser zu etablieren, änderte sich bis 1933 nicht. Allerdings wurden Ende der zwanziger Jahre wieder vermehrt deutsche Schriftsteller in das Programm mit aufgenommen, hier wären Walter Bauer (Stimme aus dem Leunawerk), Johannes R. Becher, Walter Müller (Wenn wir 1918), Theodor Plievier oder Ludwig Turek zu nennen, und erneut einige Grosz-Editionen herausgebracht.
Zwischen 1922 und 1929 nahm sich Wieland Herzfelde eines der dunkelsten Kapitel der damaligen Zeit an, nämlich des Wiedererstarken des deutschen Militarismus und der Reichswehr. Zugleich wurden auch die ersten Marschschritte der Nationalsozialisten genau beobachtet und sodann heftig kritisiert. Dass der Malik-Verleger mit seiner frühen Vorahnung ins Schwarze traf, zeigte sich nicht allein an den Absatzzahlen der Bücher, sondern ebenso an den extremen Gegenreaktionen (er erhielt u. a. Morddrohungen), die er mit seiner Meinung hervorrief. Gerade für seinen Verlag hatte die Machtergreifung Hitlers 1933 unmittelbare Auswirkungen und sollte eine weitere Arbeit in Deutschland unmöglich machen.

## Die Preispolitik des Verlages
Eines der wichtigsten Ziele des Verlages war die Versorgung großer Bevölkerungsschichten mit preiswerten aber qualitativ hochwertigen Büchern. Zu der Frage „Ist das deutsche Buch zu teuer?“ entwickelte sich aufgrund eines Artikels von Kurt Tucholsky in der Weltbühne 1928 eine öffentliche Diskussion. So meinte Ernst Rowohlt, dass die durchschnittlich verlangten M 8,- für ein Buch völlig gerechtfertigt seien und legte hierfür ein detailliertes Rechenbeispiel vor. Wieland Herzfelde sah das jedoch anders und forderte die Verleger auf, von Beginn an keinen Gewinn einzukalkulieren, da die Kosten somit erheblich gesenkt werden könnten. Er selbst verlegte teure bibliophile Ausgaben, die für eine Leserschaft mit einem höheren Einkommen gedacht waren, um somit denselben Titel der preiswerten Massenausgabe zu stützen. Außerdem wirkte sich eine geplant hohe Auflage kostengünstig auf die Produktion aus und nicht selten lagen die Preise der Malik-Bücher unter denen der finanzstarken Konkurrenz. Der Großteil der Editionen erschien in bis zu sechs Einbandvariationen: Broschur, Karton, Pappband, Halbleinen, Leinen und Halbleder. So kostete die kartonierte Ausgabe von Harry Domelas Der falsche Prinz (1927) M 2,40, während die Leinenversion M 4,40 beanspruchte. Mit dieser Preisphilosophie konnte Herzfelde nicht nur seine verlegten Werke unters Volk bringen, sondern war außerdem auf dem Markt allemal wettbewerbsfähig. Er grenzte sich damit auch von den vornehmlich an Profit ausgerichteten Verlagen ab und sah seine Arbeit nur als Mittel zum Zweck, nämlich Ideen unter das Volk zu bringen.

## Exil und die Gründung des Aurora-Verlages
Mit dem Erstarken des Nationalsozialismus wird die Herausgabe linker Bücher immer schwieriger. 1933 werden der Verlag und seine Mitarbeiter sowie viele seiner Autoren ins Exil getrieben. Herzfelde entgeht nur knapp dem Zugriff der Gestapo und flieht nach dem Reichstagsbrand ohne Hab und Gut nach Prag. 40 000 seiner in Deutschland gelagerten Titel wurden beschlagnahmt und mit anderen Werken der Weltliteratur von den Nationalsozialisten verbrannt. Ein weiterer Teil wurde gegen harte Devisen ins Ausland verkauft. Als der Verleger in Prag ankam, hatte er nur wenige Publikationen von Ilja Ehrenburg, Theodor Plievier und Upton Sinclair bei sich, begann aber im April schon wieder unermüdlich mit der Arbeit. Sein Zimmer, das er zusammen mit seiner Frau und seiner Schwiegermutter bewohnte, diente ihm gleichzeitig als Büro, in dem er das Unternehmen bis 1939 weiterführte. Das Ziel des Verlages war es nun, gegen die braune Unkultur in Deutschland zu kämpfen und die Vorhaben der Nationalsozialisten somit öffentlich aufzuzeigen. Von September 1933 bis 1935 gab Herzfelde die Zeitschrift Neue Deutsche Blätter heraus, in der er seine Absichten verwirklicht sah. Bereits 1934 wurde der Malik-Verlag aus dem Firmenregister der Stadt Berlin gestrichen und sollte nun aus rechtlichen Gründen unter der Bezeichnung Malik-Verlag/Publishing Company London fortgesetzt werden. Der Exilverlag veröffentlichte in den fünf Jahren u. a. Texte von Ilja Ehrenburg, Willi Bredel, Oskar Maria Graf, Adam Scharrer und Michail Scholochow.
Kurz vor den Einmarsch der deutschen Truppen ins Sudetenland 1938 wollte Herzfelde noch die Gesamtausgabe der bis dahin erschienenen Werke Bertolt Brechts herausgeben. Allerdings konnten nur noch die ersten beiden Bände der Werkedition veröffentlicht werden, da der Verleger mit seiner Familie in letzter Minute aus Prag nach London fliehen musste, wo er den Betrieb kurzzeitig weiter leitete. Bevor er 1939 nach New York auswanderte, erschienen Brechts Svendborger Gedichte als letzte Neuerscheinung des Verlags.

Aurora-Logo: ein Schiff, das gen (politische) Morgenröte segelt

Im Gegensatz zu seinem Bruder John, der nach der gemeinsamen Flucht in London blieb, reiste Herzfelde in die USA aus. Hier begann womöglich eine seiner schwersten Zeiten. Zunächst musste er sich und seine Familie mit dem Verkauf von Postkarten über Wasser halten und u. a. bei der linken Zeitung Friday als Layouter arbeiten. Er lebte ständig in Geldnöten und konnte diesmal nicht auf großzügige Kredite von Freunden hoffen. Zwar konnte er in der Fremde auf die moralische Hilfe alter Vertrauter zählen, aber eine Fortführung der verlegerischen Tätigkeit war auf Grund des mangelnden Kapitals undenkbar. Nach dem Fehlversuch, die 1941 gegründete Arbeitergemeinschaft Tribüne für freie deutsche Literatur in einen deutschen Exilverlag umzuwandeln, gelang es ihm erst 1944, den Aurora-Verlag ins Leben zu rufen. Zusammen mit Ernst Bloch, Bertolt Brecht, Ferdinand Bruckner, Alfred Döblin, Lion Feuchtwanger, Oskar Maria Graf, Heinrich Mann, Berthold Viertel, Ernst Waldinger und F.C. Weiskopf gründete Herzfelde das Unternehmen, dessen Geschäftsführer der ehemalige Malik-Verleger wurde. Neben dem Ziel, emigrierten Schriftstellern aus Deutschland eine Stimme zu verleihen, wollte Herzfelde auch Übersetzungen amerikanischer Bücher ins Deutsche veröffentlichen, um seinen Landsleuten diese Literatur somit näher zu bringen. Die Ausstattung sämtlicher Bücher sowie das Signet des Verlages entwickelte er selbst. 1945 erschienen die ersten Aurora-Bände, u. a. Furcht und Elend des III. Reiches von Brecht oder Der Ausflug der toten Mädchen und andere Erzählungen von Anna Seghers. Elf Publikationen und bereits zwei Jahre später musste der Verlag sein Ende bekanntgeben, da der Geschäftsleiter sehr hoch verschuldet war. Mit Oskar Maria Grafs Unruhe um einen Friedfertigen endete Wieland Herzfeldes Arbeit als Verleger und gleichfalls die Geschichte des legendären und international bekannten Verlages. 1948 übernahm der Aufbau-Verlag die Rechte einiger Werke des Non-Profit-Unternehmens und brachte schließlich die Aurora-Bücherei heraus.
Nachdem Herzfelde seine Schulden beglichen hatte, kehrte er 1949 nach Deutschland zurück und übernahm eine Professur an der Leipziger Universität. Bis zu seinem Tod 1988 lebte er in Ostberlin.
In den 31 Jahren seines Bestehens hat der Malik-Verlag (zusammen mit Aurora) 102 Autoren in sein Programm aufgenommen, 262 Titel veröffentlicht und ein Gesamtvolumen von 359 Auflagen erreicht.

## Veröffentlichungen (Auswahl)

### Zeitschriften
- Neue Jugend. Monatsschrift, 1916 bis 1917
- Jedermann sein eigner Fussball. Halbmonatsschrift, Februar 1919
- Die Pleite, Halbmonatsschrift, Februar 1919 bis Januar 1920
- Der Gegner, politische Monatsschrift mit satirischem Teil Die Pleite, 1919 bis 1922
- Neue deutsche Blätter, Monatschrift für Literatur und Kritik. September 1933 bis August 1935

### Verlagsreihen
- Kleine revolutionäre Bibliothek. Bd. 1–12. 1920 bis 1923
- Rote Roman-Serie. Bd. 1–13. 1921 bis 1924
- Sammlung revolutionärer Bühnenwerke. Bd. 1–12. 1921 bis 1923
- Unten und Oben. Bd. 1,2. 1922 bis 1923
- Die Märchen der Armen. Bd. 1–4. 1923 bis 1924
- Wissenschaft und Gesellschaft. Bd. 1–4. 1924
- Malik-Bücherei. Bd. 1–20. 1924 bis 1926

### Romane

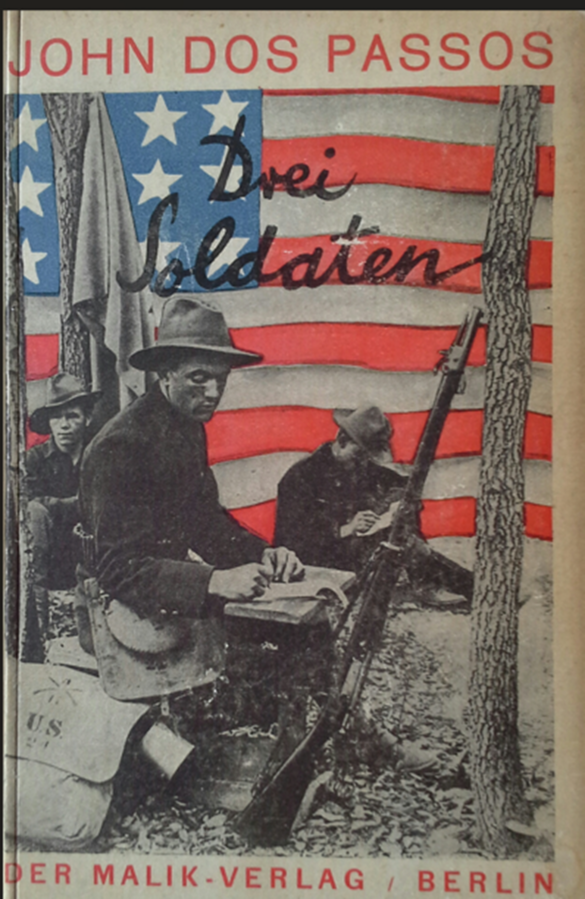
Von John Heartfield gestaltetes Buch

- Von John Heartfield gestaltetes Buchdos Passos, John: Drei Soldaten. 1922 (Übers. Julian Gumperz)
- Sinclair, Upton: Hundert Prozent (100%).(Übers. Hermynia Zur Mühlen) 1923
- Sinclair, Upton: Der Sumpf. 1924
- Sinclair, Upton: Petroleum, 1927 (Übers. Hermynia Zur Mühlen)
- Sinclair, Upton: Die goldne Kette. 1928 (Übers. Hermynia Zur Mühlen)
- Sinclair, Upton: Jimmi Higgins
- Sinclair, Upton: Leidweg der Liebe
- Sinclair, Upton: Man nennt mich Zimmermann
- Sinclair, Upton: König Kohle
- Sinclair, Upton: Der Sündenlohn
- Sinclair, Upton: Boston
- Sinclair, Upton: Das Geld schreibt
- Sinclair, Upton: So macht man Dollars
- Frank, Leonhard: Der Bürger. 1924
- Ehrenburg, Ilja: Die Liebe der Jeanne Ney. (Übers. Waldemar Jollos) 1926
- Ehrenburg, Ilja: Michail Lykow. (Übers. Hans Ruoff) 1927
- Gorki, Maxim: Drei Menschen. (Übers. August Scholz) 1926
- Tolstoi, Leo: Anna Karenina. (Übers. Arthur Luther) 1928
- Tolstoi, Leo: Auferstehung. (Übers. Ilse Frapan) 1928
- Tolstoi, Leo: Krieg und Frieden. (Übers. Erich Boehme) 1928
- Plivier, Theodor: Der Kaiser ging, die Generäle blieben. 1932
- Graf, Oskar Maria: Der Abgrund. 1936

Werkausgaben wurden von Upton Sinclair (Romane:1924 bis 1925; Einzelausgaben 1925 bis 1930), Maxim Gorki (1926 bis 1930), Ilja Ehrenburg (1927 bis 1933), Leo Tolstoi (Dichtungen 1928) und Bertolt Brecht (1928) herausgegeben.

### Memoiren
- Wera Figner: Nacht über Russland. Lebenserinnerungen einer Revolutionärin. 1926

### Historisches
- Müller, Richard: Vom Kaiserreich zur Republik als Nr. 3 und 4 der Reihe Wissenschaft und Gesellschaft, 1924/1925.
  - Band 1: Ein Beitrag zur Geschichte der revolutionären Arbeiterbewegung während des Weltkrieges.
  - Band 2: Die Novemberrevolution. Malik-Verlag, Wien 1924,  Einbandgestaltung von John Heartfield.[3]

### Aurora Veröffentlichungen (Auszug)
- Döblin, Alfred: Sieger und Besiegte. Eine wahre Geschichte. 1946
- Viertel, Berthold: Der Lebenslauf. Gedichte. 1946
- Morgenröte. Ein Lesebuch. 1947

## Ausstellung
Die Ausstellung Kabinett Malik war vom 3. April bis zum 28. Mai 2017 im nd-Gebäude (Franz-Mehring-Platz 1) in Berlin zu sehen.